# صمويل بينشيتريت
صمويل بينشيتريت (بالفرنسية: Samuel Benchetrit)‏ هو كاتب وكاتب سيناريو ومخرج وممثل فرنسي، ولد في 26 يونيو 1973 في فرنسا.

## وصلات خارجية
- صمويل بينشيتريت على موقع IMDb (الإنجليزية)
- صمويل بينشيتريت على موقع ألو سيني (الفرنسية)
- صمويل بينشيتريت على موقع ميوزك برينز (الإنجليزية)
- صمويل بينشيتريت على موقع أول موفي (الإنجليزية)
- صمويل بينشيتريت على موقع ديسكوغز (الإنجليزية)
- صمويل بينشيتريت على موقع قاعدة بيانات الفيلم (الإنجليزية)
- صمويل بينشيتريت على موقع كينوبويسك (الروسية)